# هایلی
هایلی (به انگلیسی: Highley) یک روستا و محله مدنی در بریتانیا است که در Shropshire واقع شده‌است. هایلی ۳٬۶۰۵ نفر جمعیت دارد.